# Clare Foley
Clare Foley (née le 24 septembre 2001) est une actrice américaine. Elle est célèbre pour avoir interprété le rôle de Ruby Taylor dans Do No Harm et celui de Ivy Pepper, la future Poison Ivy  dans Gotham,. Elle a aussi joué Piper Chapman jeune dans Orange Is the New Black.

## Filmographie

### Films
| Année | Titre                      | Rôle          | Notes           |
| ----- | -------------------------- | ------------- | --------------- |
| 2010  | Same Ghost Every Night     | Jessy         | Court-métrage   |
| 2011  | Les Winners                | Abby Flaherty |                 |
| 2012  | Sinister                   | Ashley        |                 |
| 2013  | Very Good Girls            | Phoebe        |                 |
| 2013  | Fool's Day                 | Clare         | Court-métrage   |
| 2013  | Before I Sleep             | Phoebe enfant |                 |
| 2014  | Every Secret Thing         | Mary Paige    |                 |
| 2014  | Frog                       | Eva           | Court-métrage   |
| 2015  | Half the Perfect World     | Rachel        |                 |
| 2015  | La Fabuleuse Gilly Hopkins | Agnes         |                 |
| 2015  | La Rage au ventre          | Alice         | Post-production |

### Télévision
| Année     | Titre                        | Rôle                   | Notes                                                      |
| --------- | ---------------------------- | ---------------------- | ---------------------------------------------------------- |
| 2010      | Umizoomi                     | Baby Hawk (voix)       | Épisode The Rolling Toy Parade                             |
| 2010      | New York, section criminelle | Amanda Novak           | Épisode Gods & Insects                                     |
| 2012      | Girls                        | Lola Lavoyt            | Épisodes All Adventurous Women Do, Hannah's Diary          |
| 2013      | Do No Harm                   | Ruby Taylor            | Épisodes Pilote, Don't Answer the Phone, Morning, Sunshine |
| 2014      | New York, unité spéciale     | Chelsea Summers-Maddox | Épisode Reasonable Doubt                                   |
| 2014      | Orange Is the New Black      | Young Piper            | Épisode Thirsty Bird                                       |
| 2014-2016 | Gotham                       | Ivy Pepper             | Rôle récurrent (10 épisodes)                               |